# 포인트블랭크 작전
포인트블랭크 작전(영어: Operation Pointblank)은 "포인트블랭크 계획"을 통해 작전을 승인하면서 시작된 연합국의 합동폭격작전으로 항구를 주요 목표로 삼았다. 독일의 전투 항공 병력을 궤멸시키거나 불능으로 만들기 위함이 주 목적이었기 때문에, 이 작전은 최전방 작전에 영향을 미치거나, 노르망디 상륙을 방해하는 장애물이 되지는 않았다. 1943년 6월 14일부터 영국 공군 폭격기 사령부와 미국 제8공군은 전투기 공장과 같은 구체적인 목표를 폭격하라는 명령을 내렸고 1943년 퀘벡 회담에서 연합군이 만났을 때 명령은 승인되었다.
영국 공군과 미국 공군은 각자의 방식으로 독일 산업시설을 공격해오고 있었다. 영국은 산업 지역에서 광범위한 야간 공격을 수행했고, 미국은 특정한 목표를 주간에 정확하게 공격하고 있었다. 계획의 작전적 실행은 각 군의 사령관에게 넘어갔고, 이로 인해 계획이 시작된 이후에도 영국 공군은 야간 공습을 이어나갔다. 독일 전투기 생산 시설에 대한 주요 공격과 공중전은 미국 공군이 맡았다.
실제로 미국 공군 폭격기는 전투기 생산과 관련된 공장에 대한 주간 공습을 대규모로 실시했다. 루프트바페는 이러한 공습에 맞선 방어에 나서야 했으며, 전투기들은 폭격기와 호위기와의 공중전에 참여했다. 결국 포인트블랭크 작전은 독일 항공 생산의 증가에도 불구하고 루프트바페의 병력을 감소시킨 소모전으로 볼 수 있다.